# Cheme
Die Cheme, auch Ciana, war ein Volumenmaß für Flüssigkeiten und ein altes griechisches Maß. 
Man kann es mit Muschel übersetzen. Das Mistrum war die Menge Flüssigkeit, die in eine Muschelschale passte. Die Cheme entsprach dem dritten Teil des Mistrums mit 0,003761 Liter. Andere Quellen rechneten mit dem vierten Teil und setzen es dem Mistrum gleich. Es wurde in die große Cheme und in die kleine Cheme unterschieden. Die größere war vermutlich in der Landwirtschaft im Gebrauch und 1/20 Teil von der Cotila mit 0,013540 Liter. Die kleine Cheme war 1/30 Teil von 0,009026 Liter. Die halbe Cheme war das Cochleare (Löffel) und hatte 0,001897 Liter.